# مردان آنجلس
مردان آنجلس یک مجموعه تلویزیونی به کارگردانی فرج‌الله سلحشور، تولید سال ۱۳۷۶ شبکه یک سیما است. این سریال روایتگر داستان تاریخی اصحاب کهف است.
این سریال در پاییز ۱۳۹۶ از شبکه تماشا بازپخش شد.

## صداپیشگان و بازیگران
سرپرستی گویندگان این مجموعه تلویزیونی به عهده بهرام زند بود.
| بازیگر            | نقش                                               | دوبلور             |
| ----------------- | ------------------------------------------------- | ------------------ |
| جعفر دهقان        | ماکسی‌میلیان                                       | منوچهر اسماعیلی    |
| مهتاب کرامتی      | هلن/ماری                                          | مینو غزنوی         |
| جهانبخش سلطانی    | دیوکلتیانوس                                       | بهرام زند          |
| حسین یاری         | مارکوس ژولیوس                                     | خسرو خسروشاهی      |
| رضا توکلی         | آنتونیوس (چوپان)                                  | محمد عبادی         |
| اردلان شجاع‌کاوه   | آدنیای مبلغ                                       | جلال مقامی         |
| رضا ایرانمنش      | یوانیس                                            | سعید مظفری         |
| مجید مشیری        | ماتیوس                                            | بهمن هاشمی         |
| زهیر یاری         | ارکمید (دوره جوانی)                               | افشین زی نوری      |
| یوسف مرادیان      | مارتینوس                                          | منوچهر والی‌زاده    |
| اسرافیل علمداری   | دیناسیوس                                          | ناصر نظامی         |
| فرشاد رمضانی      | سودینانوس                                         | ناصر ممدوح         |
| رضا رضوی          | تلمیخا                                            | تورج مهرزادیان     |
| محمد جوزانی       | فیدیاس                                            | خسرو شایگان        |
| حمید رمضان        | هادریانوس                                         | عطاءالله کاملی     |
| هما خاکپاش        | ویبیا سابینا (همسر هادریانوس)-شارون               | ناهید شعشعانی      |
| محمدقاسم پورستار  | آریوس                                             | احمد رسول زاده     |
| کبری فرخی         | همسر یوانیس                                       | فریبا شاهین مقدم   |
| علیرضا نجف زاده   | پلوتونیوس سانکتوس (یک مسیحی محکوم به سوزانده شدن) | علیرضا باشکندی     |
| فرامرز شهنی       | هراکلیوس                                          | ولی‌الله مؤمنی      |
| عطاءالله سلمانیان | گالوس (خدمتکار ماکسی میلیان)                      | علی همت مومی وند   |
| سیروس صابر        | تیماووس (مشاور هادریانوس)                         | خسرو شمشیرگران     |
| ناصر فروغ         | کائیوس (قاضی اعظم)                                | مازیار بازیاران    |
| علی درخشی         | فهسیو بروتوس (کاهن اعظم)                          | ناصر احمدی         |
| مجید عبدالعظیمی   | تئودئوس (حاکم فیلادلفیا)                          | حسین عرفانی        |
| جواد حجت          | پدر فیلوس (کشیش فیلادلفیا)                        | عباس نباتی         |
| بیتا حیدری        | آفریکان                                           |                    |
| راوی سریال        |                                                   | ابوالحسن تهامی‌نژاد |

## داستان
فیلادلفیا یکی از ایالات روم است. فرماندار فیلادلفیا دیوکلتیانوس و حاکم روم هادریانوس به شدت علیه مسیحیت بودند و پیروان مسیح را شکنجه می‌کردند. وزرای دیوکلتیان که از اشرافیان روم بودند نیز خدای یکتا را پرستش می‌کردند. امپراتور می‌خواهد به فیلادلفیا بیاید و از آن بازدید کند…

## حاشیه‌ها
در سفر سید محمد خاتمی به واتیکان در اسفند ۱۳۷۷، او دیداری با پاپ ژان پل دوم داشت و در آن دیدار پاپ و محمد خاتمی هدایایی به یکدیگر دادند. پاپ ژان پل دوم قابی با نقوش حکاکی شده به خاتمی اهدا کرد و خاتمی نیز یک جلد «دیوان حافظ»، یک «قالیچه نفیس ایرانی قاب شده با نقش میدان سن مارکو واقع در شهر ونیز ایتالیا» و مجموعه کامل سریال «مردان آنجلس» (داستان اصحاب کهف) در شش نوار ویدئویی (VHS) را به عنوان هدیه، اهدا کرد.
در سال ۱۳۹۲ پخش این مجموعه تلویزیونی در مصر به عنوان نخستین سریال ایرانی پخش شده از تلویزیون رسمی این کشور مخالفت‌هایی را از سوی سلفیها که این عمل را تلاشی برای انتقال فرهنگ شیعی قلمداد می‌کردند در پی داشت.
یکی از نقدهای بسیار جدی به این سریال به شکل و شمایل امپراطور بسیار معروف روم باستان، یعنی امپراطور هادریانوس بر می گردد! متاسفانه گروه سازنده این سریال تحقیقات لازم را در خصوص شکل و شمایل امپراطور هادریانوس انجام نداده اند! از مجسمه های که از روم باستان و کاملا مستند از این امپراطور امروزه برای ما بجا مانده است، و با یک سرچ ساده می توان به آن دست یافت، ایشان صاحب موهای مجعد بودند نه شخصی طاس و بدون مو آنگونه که در این سریال از او به نمایش گذاشته شده است! امروزه رعایت مشخصات فیزیکی شخصیت ها در فیلم ها و سریال ها امری کاملا عادی و صد البته اجتناب ناپذیر است! مخصوصا برای چنین سریال های که به روایت رویدادی تاریخی و مذهبی می پردازند!